# Les Salles
Les Salles é uma comuna francesa na região administrativa de Auvérnia-Ródano-Alpes, no departamento de Loire. Estende-se por uma área de 25,22 km². Em 2010 a comuna tinha 561 habitantes (densidade: 22,2 hab./km²).